# Émile Chanoux
Émile Chanoux (pron. fr. AFI: [emil ʃanu]) (Rovenaud, 9 gennaio 1906 – Aosta, 18 maggio 1944) è stato un notaio e politico italiano, martire dell'Azione Cattolica nella Resistenza nella Valle d'Aosta, Croce d'argento al merito dell'Esercito della Repubblica Italiana.

## Citazione
(Émile Chanoux)

## Biografia
Nasce nel villaggio di Rovenaud (pron. fr. AFI: [ʁɔvəno]), nel comune di Valsavarenche), figlio di Pierre, guardiacaccia originario di Champorcher, e di Élisabeth Carlin. Inizia i suoi studi nella scuola di villaggio di Rovenaud, aperta nel 1821. Nel 1914 la sua famiglia si trasferisce a Villeneuve, dove Émile frequenta la scuola elementare, in seguito a Aosta, dove egli frequenta il Seminario minore e, a partire dal 1920, il liceo classico. Di fronte all'emergere del fascismo, la Ligue valdôtaine, fondata nel 1909 dal medico Anselme Réan, seguace di Romolo Murri, in difesa dell'identità valdostana e della lingua francese, tenne un atteggiamento ambiguo. Il 22 marzo 1925 vari aderenti ne uscirono per fondare la Jeune Vallée d'Aoste, di cui fu presidente l'abate Joseph-Marie Trèves e vicepresidente il suo ex-allievo e studente di diritto Chanoux.
Laureatosi con una tesi sulle minoranze etniche a soli 21 anni, dopo due brevi esperienze come segretario comunale a Valsavarenche e a Cogne, aprì uno studio di notaio ad Aosta. Fu inoltre direttore di Le Duché d'Aoste, periodico della diocesi di Aosta. Chiusa la Ligue nel 1926, la nuova associazione continuò ad operare, in clandestinità dal 1933 a causa dei divieti del regime fascista, e Chanoux raccolse l'eredità spirituale e politica di Trèves come maggiore esponente della corrente del cattolicesimo sociale.
Con chiaro realismo analizzò la situazione regionale degli ultimi decenni, prospettando l'inserimento della Valle in una federazione italiana repubblicana sul modello della Confederazione Elvetica, con più ampie prospettive a venire. «Oggi la Svizzera è, in piccolo, quello che l'Europa dovrebbe essere in grande dopo la guerra», affermava, attestando la sua apertura ai problemi del regionalismo italiano e del federalismo europeo su base etnica.

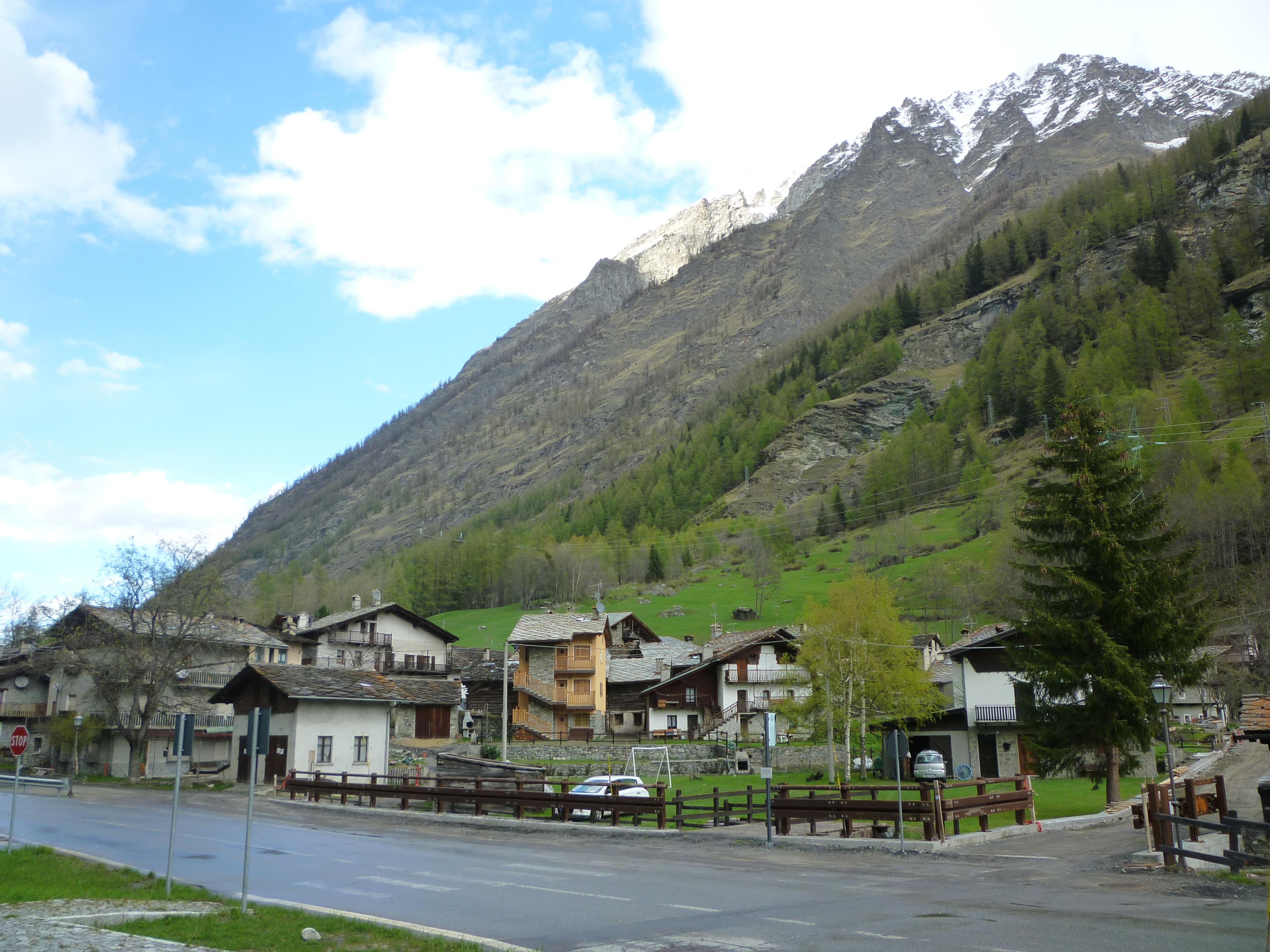
Panorama di Rovenaud, villaggio natale di Émile Chanoux.

Chanoux ribadì tale posizione il 19 dicembre 1943 al Convegno clandestino di Chivasso, cui partecipò assieme all'avvocato Ernesto Page e a quattro rappresentanti delle Valli Valdesi. Questi ultimi avevano predisposto diversi documenti con precise rivendicazioni; lo storico Federico Chabod, nell'impossibilità di essere presente, aveva preparato un breve testo. I due valdostani si presentarono senza preliminari scritti. All'intervento del notaio Chanoux si deve l'inserimento della questione autonomista nell'ambito dell'ordinamento dello Stato italiano e dell'auspicata federazione europea nella Dichiarazione di Chivasso, che concluse l'incontro. Vi si precisa infatti che il federalismo «rappresenta la soluzione del problema delle piccole nazionalità e la definitiva liquidazione del fenomeno storico degli irredentismi, garantendo nel futuro assetto europeo l'avvento di una pace stabile e duratura».

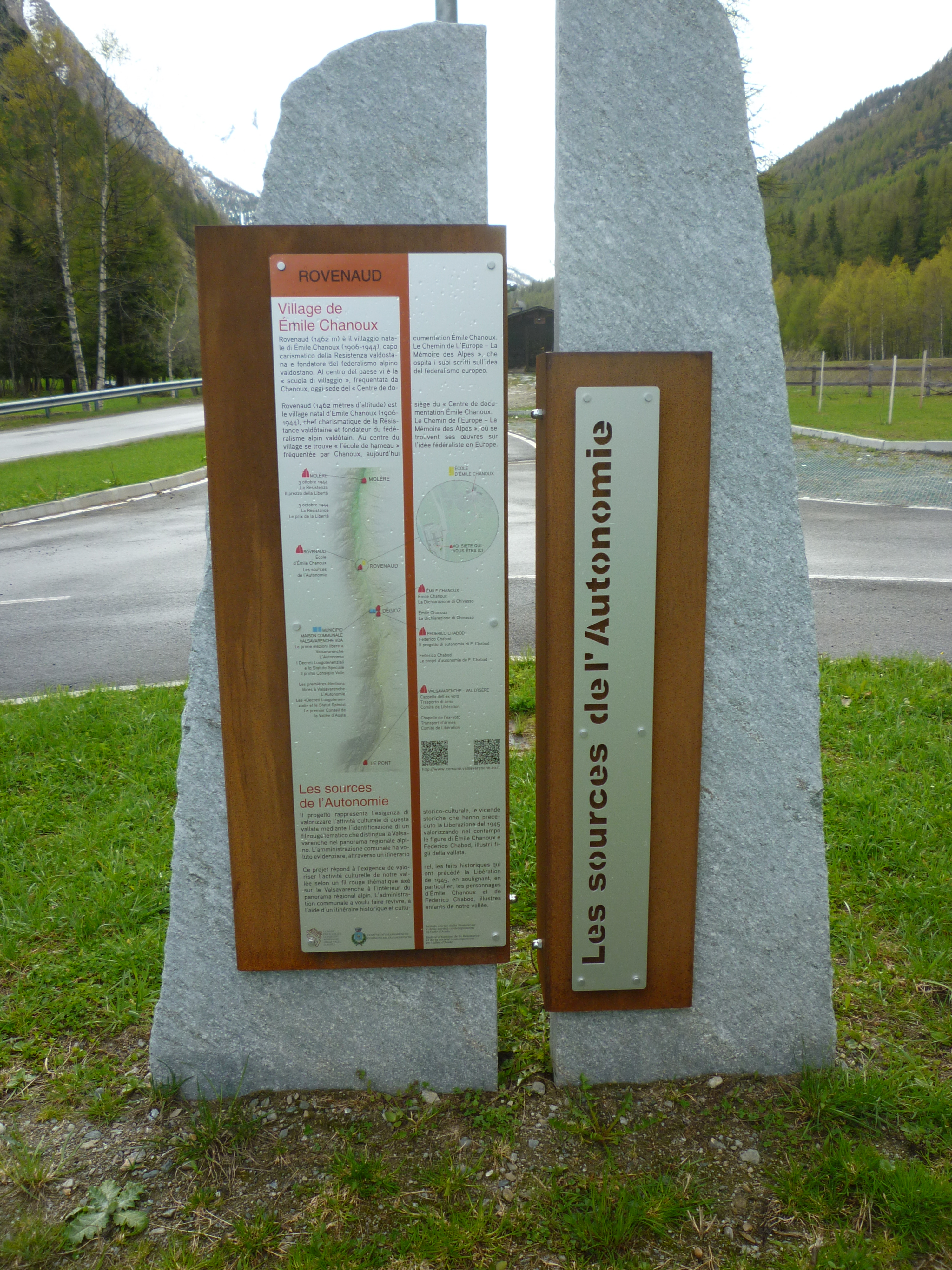
Targa a Rovenaud, in ricordo di Émile Chanoux.

Il concetto venne sviluppato da Chanoux nell'opuscolo, pubblicato postumo, Federalismo e Autonomie, che, scritto a commento del documento di Chivasso, resta uno dei testi fondamentali del movimento autonomista valdostano.
L'autore vi asseriva, tra l'altro, che lo Stato monarchico «può anche accettare il principio del federalismo», ma «fu la monarchia a portare, con la sua adesione supina al fascismo, l'accentramento statale italiano alle sue estreme conseguenze: la dittatura». Chanoux optava quindi per un ordinamento repubblicano, fermo restando che «una repubblica accentrata non sarebbe migliore di una monarchia».
Aggiungeva: «Ciò che i rappresentanti di queste valli hanno affermato vale per tutte le regioni italiane, per i piccoli popoli che formano quel tutto che è il popolo italiano».
Rimane ancora controversa la posizione di Chanoux nei confronti dell'annessionismo alla Francia, per quanto Giorgio Peyronel, autorevole rappresentante dei valdesi al Convegno di Chivasso, abbia escluso ogni sua velleità separatista. Infatti, contrastano con un'adesione alla corrente annessionista le dichiarazioni rese ufficialmente dallo stesso notaio, che già nel 1926 scriveva: «il regionalismo non è soltanto una necessità valdostana, ma italiana».
In un articolo della «Rivista Storica Italiana» del 1960, Alessandro Passerin d'Entrèves ricorda che Chabod «escluse sempre e categoricamente che Chanoux pensasse sin dai tempi di Chivasso al distacco dall'Italia e all'annessione alla Francia»; egli aveva dichiarato infatti che «mai un sostenitore del più radicale decentramento avrebbe potuto desiderare che la sua Valle diventasse un dipartimento dello Stato più accentrato d'Europa».
Analoga testimonianza offrì Giorgio Vaccarino nel 1969, contestando nel Movimento di Liberazione in Italia i filo-annessionisti, che, dopo la morte di Chanoux, «avevano fatto di lui il grande eroe del separatismo».
Per contro M. Giovanna nella Resistenza in Piemonte nel 1962 scriveva: «Chanoux stesso oscillava tra il puro autonomismo nell'ordine costituzionale italiano e una riserva di eventuali trattative con la Francia, forse solo a titolo di pressione verso Roma, ma con dei sottintesi che non erano chiari». Su tale linea interpretativa si posero André Zanotto nella Histoire de la Vallée d'Aoste e Marc Lengereau in La France et la question valdôtaine.
Già nel 1941 Chanoux, antifascista e repubblicano convinto, divenne l'anima autonomista della Resistenza valdostana, fondando il clandestino Comité de libération, con cui organizzò i primi partigiani, sul modello del maquis francese.
Ormai capo del Comitato di Liberazione Nazionale di Aosta, che faceva capo al suo studio, Chanoux non poté chiarire i suoi effettivi propositi sul destino della Vallée perché, arrestato dalla polizia fascista, fu subito torturato dalle SS e morì in carcere il 18 maggio 1944. La municipalità dedicò alla sua memoria la piazza principale di Aosta, già intestata a Carlo Alberto.
Chanoux morì all'età di 38 anni e nel 1984 la Repubblica Italiana lo insignì della Croce d'argento al merito dell'Esercito alla memoria.
Il Museo della Resistenza di Valsavarenche gli è stato dedicato nel suo villaggio natale di Rovenaud.

## Galleria d'immagini

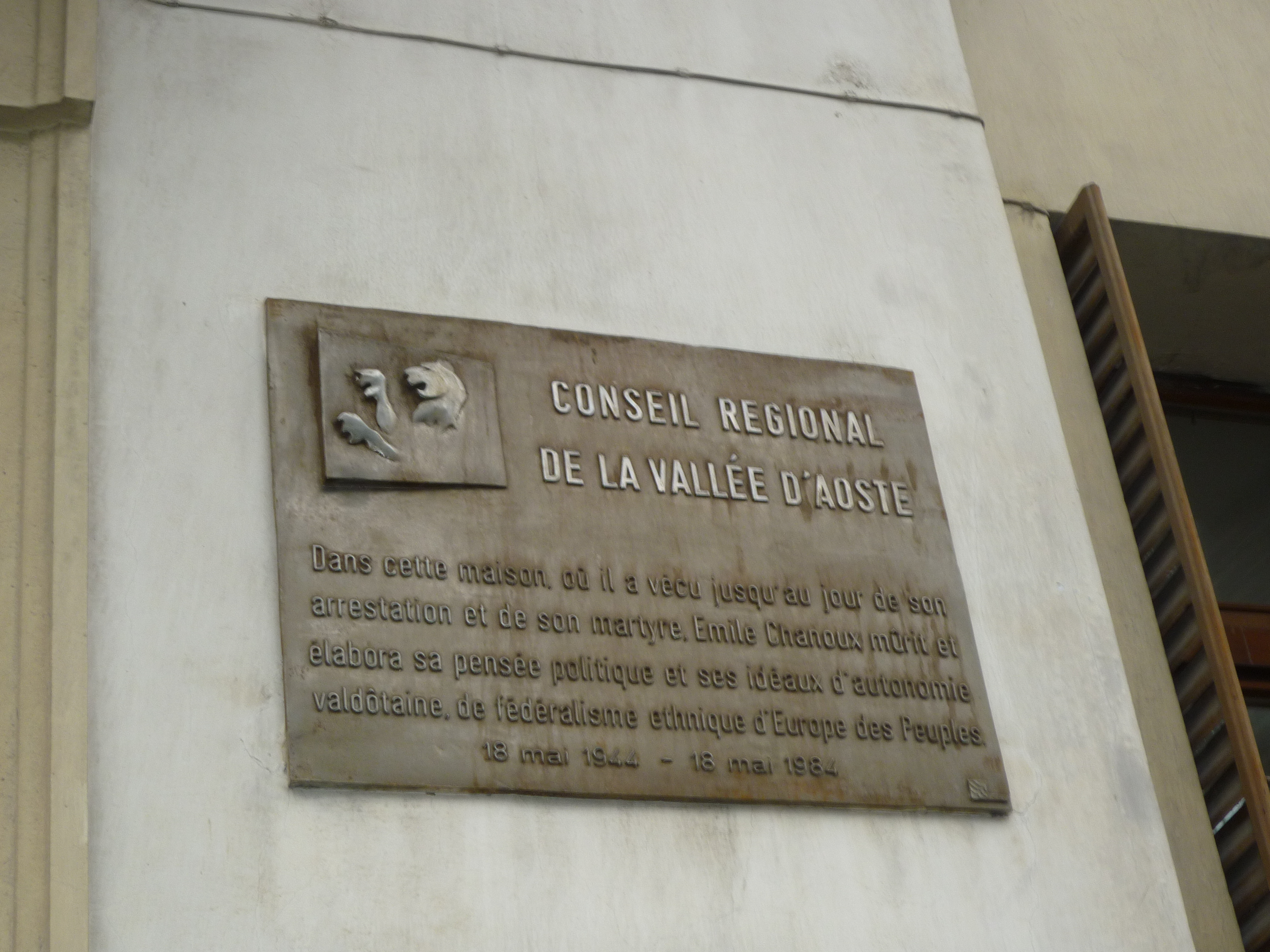
Targa in ricordo di Émile Chanoux in via Jean-Boniface Festaz a Aosta
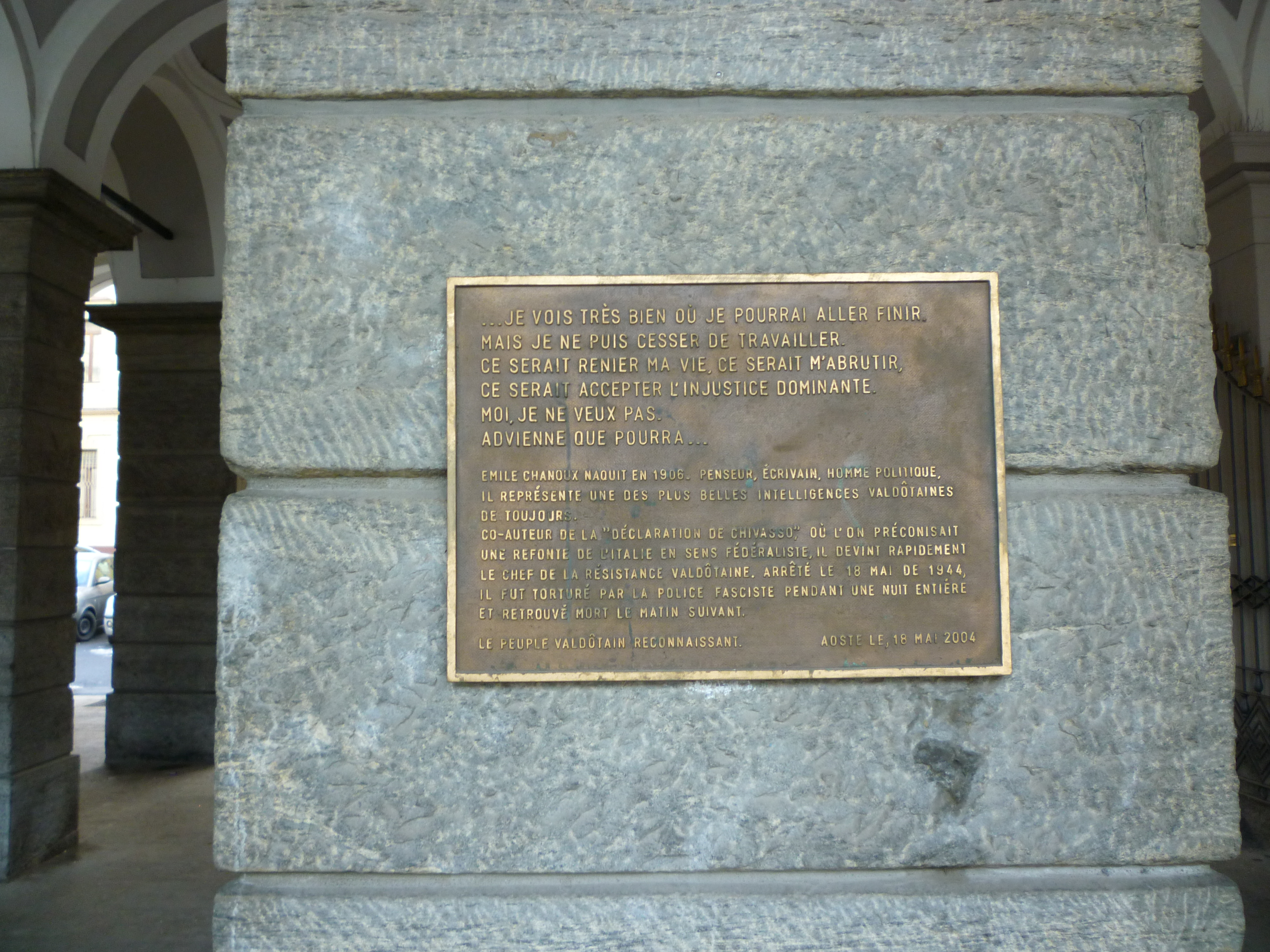
Targa in ricordo di Émile Chanoux, sotto i portici nell'omonima piazza a Aosta
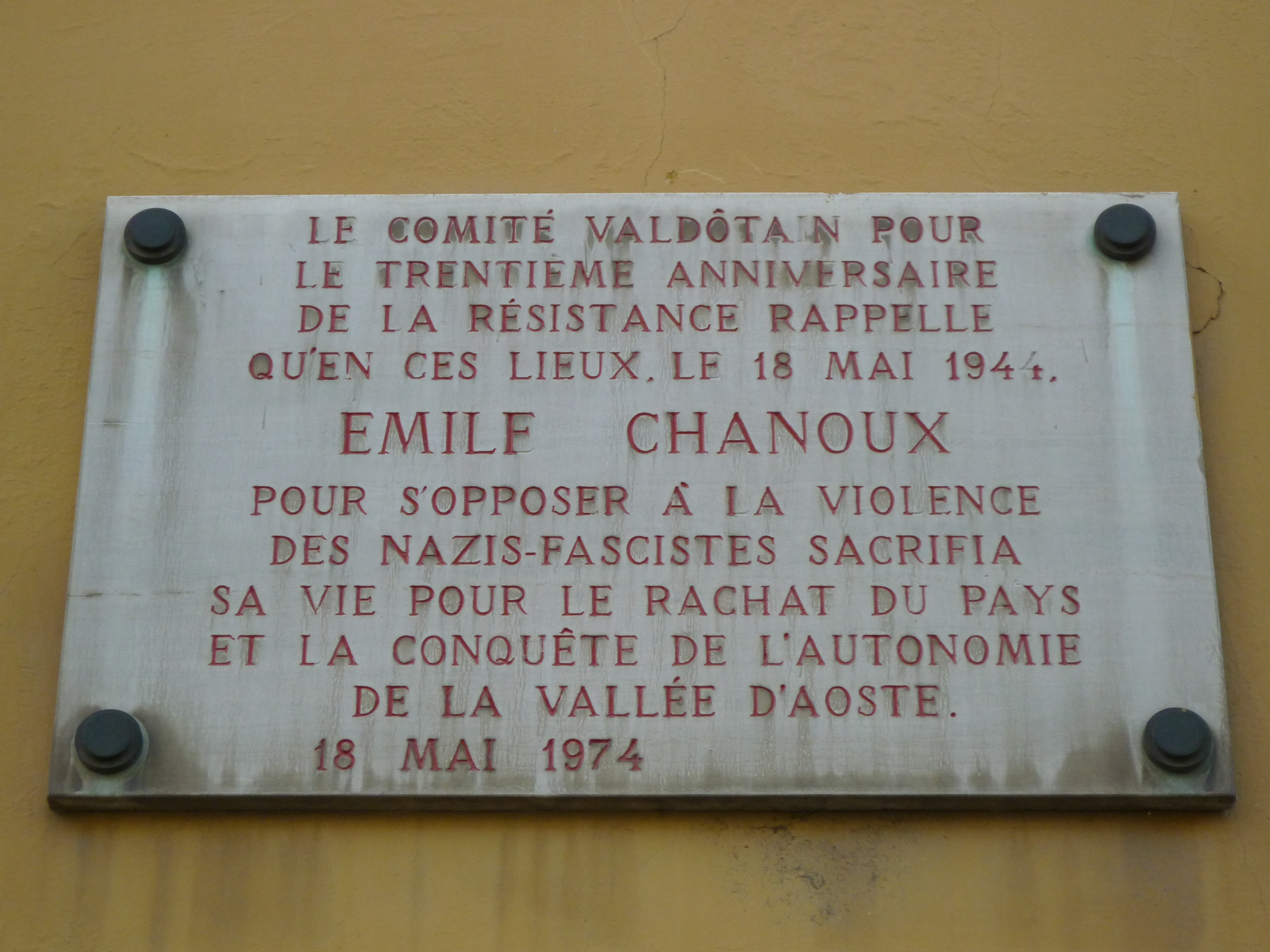
Targa in via François-Gabriel Frutaz a Aosta, sulla casa in cui Émile Chanoux fu torturato dalle milizie fasciste
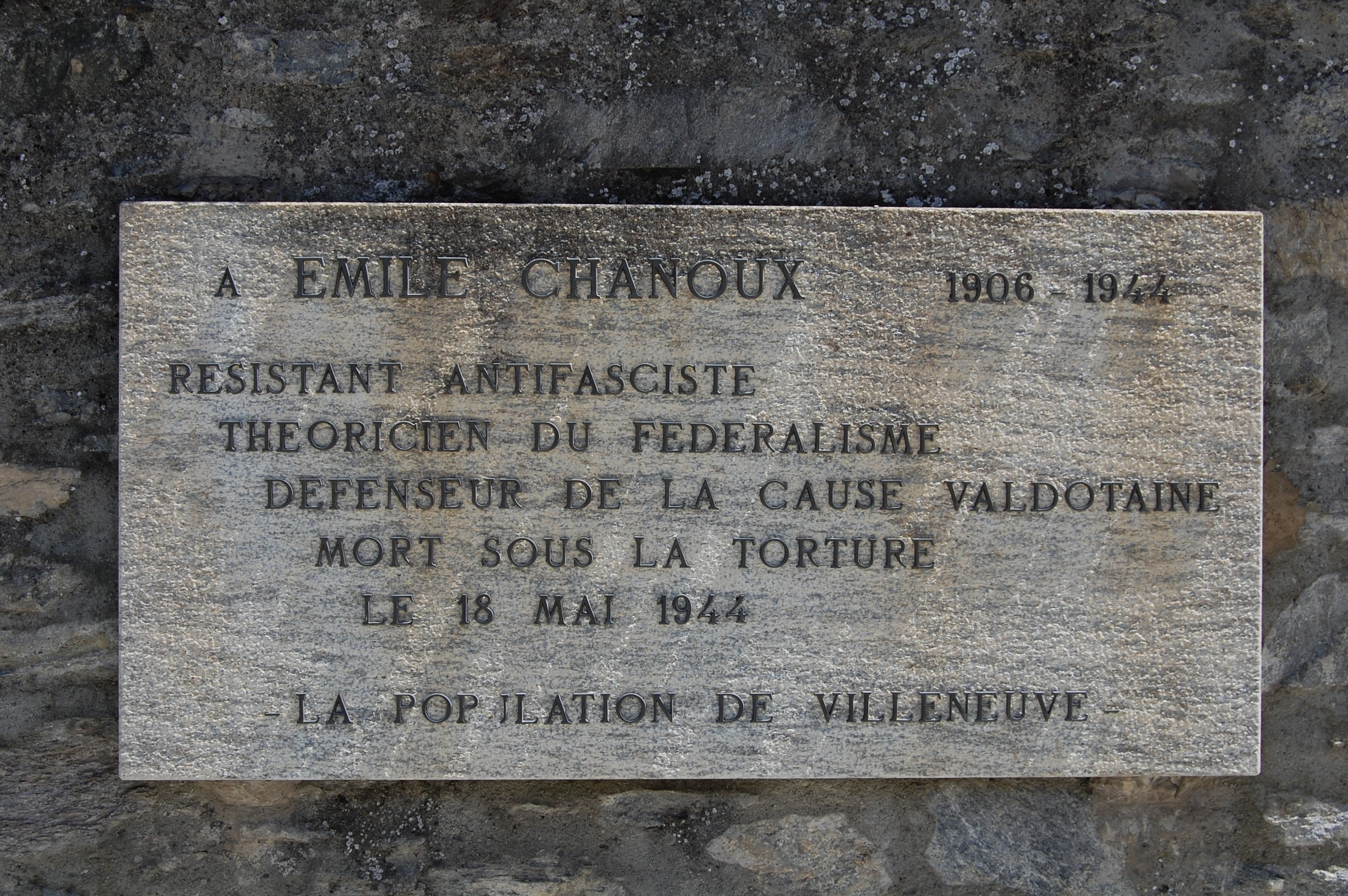
Targa al cimitero di Villeneuve

## Opere
- Émile Chanoux, Delle minoranze etniche nel diritto internazionale, Aosta.
- Émile Chanoux, Federalismo e autonomie, 1960, Typographie valdôtaine, Aosta.
- (FR) Émile Chanoux, Écrits, 1994, Institut historique de la Résistance en Vallée d'Aoste, Aosta.
- (FR) AA.VV., Émile Chanoux et le débat sur le fédéralisme, 1997, Nizza.